# Leslie Andrew Garay
Leslie Andrew Garay, född 6 augusti 1924 i Hosszúhetény, Ungern, död 19 augusti 2016 i Blacksburg, Virginia, var en amerikansk botaniker och taxonom specialiserad på fröväxter.
Efter andra världskriget emigrerade han till Kanada och senare till USA. Hans idéer har varit inflytelserika inom orkidéers taxonomi och han  omorganiserade flera släkten, till exempel Oncidium, men även upptäckt nya som Chaubardiella 1969 och Amesiella 1972. 1957 blev han invald i John Simon Guggenheim Memorial Foundation.
Auktorsnamnet Garay kan användas för Leslie Andrew Garay i samband med ett vetenskapligt namn inom botaniken; se Wikipediaartiklar som länkar till auktorsnamnet.